# خوان فرانسيسكو جيفارا
خوان فرانسيسكو جيفارا (بالإسبانية: Juan Francisco Guevara)‏ مواليد 19 أغسطس 1995، هو متسابق دراجات نارية إسباني. نافس في سباقات بطولة العالم لفئة 125 سي سي.

## وصلات خارجية
- خوان فرانسيسكو جيفارا على موقع MotoGP.com (الإنجليزية)
- خوان فرانسيسكو جيفارا على موقع AS.com (الإسبانية)

- الموقع الإلكتروني